# 基因剔除小鼠

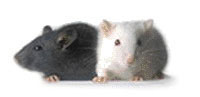
基因剔除小鼠

基因剔除小鼠是指在遺傳工程下以基因剔除技術造成基因變異的小鼠。廣義來說，當小鼠體內的特定基因被剔除稱之。此技術為用來觀察並研究活體內基因表現的工具之一。此外，更可藉由基因剔除後對小鼠所產生的變化，精確地了解人類先天基因缺損所造成疾病的致病機轉，也是此技術的重大優點之一。

## 用途
主要用於了解該基因在生物體扮演的角色或功能。另一種方法是gene enhance，可加強該基因的表現量。兩者互相比較與對照。可以更加清楚的知道該基因的功能。

## 步驟
製造基因剔除小鼠有著許多不同的步驟;以下僅列出有代表性的例子。
1. 从受精四天后的早期小鼠胚胎里收获胚胎干（embryonic stem，ES）细胞。使用ES细胞的原因是因为它们可以分化为几乎任何类型的成体细胞。

## 外部連結
- Texas Institute for Genomic Medicine （页面存档备份，存于）
- Knockout Mouse Bioinformatics, Protocols and Services （页面存档备份，存于）
- Studying Gene Function: Creating Knockout Mice （页面存档备份，存于） - a review from the Science Creative Quarterly
- - The Knock Out Mouse Project (KOMP) website （页面存档备份，存于）